# ダニエル・M・タニ
ダニエル・ミチオ・タニ（Daniel Michio Tani、1961年2月1日 - ）は、アメリカ合衆国の技術者、NASAの宇宙飛行士。日系3世。ペンシルベニア州のリドリーパーク生まれだが、自身はイリノイ州ロンバードを故郷と考えている。

## 学歴
1979年、イリノイ州ロンバードのグレンバード・イースト高校を卒業し、1984年と1988年にそれぞれ機械工学学士号、機械工学修士号をマサチューセッツ工科大学で取得した。

## 経歴
マサチューセッツ工科大学で学士号を取得した後、カリフォルニア州のエルセグンドにあるヒューズ・エアクラフトの宇宙通信部門に設計技術者として勤務した。1986年、マサチューセッツ工科大学に戻り、1988年に人的要因と集団意思決定を専門とした機械工学修士号を取得した。卒業後、マサチューセッツ州ケンブリッジにあるBBNテクノロジーズの実験心理学部門で勤務した。同じく1988年、バージニア州ダレスにあるオービタル・サイエンシズ社で当初構造技術者として、最終的には「トランスファー・オービット・ステージ」 (TOS) と呼ばれるロケット開発プロジェクトのマネージャーとして勤務した。このときの主な任務は、ロケット飛行操作のリーダーとしてNASAのジョンソン宇宙センターと共に1993年のSTS-51ミッションにおけるACTS/TOSペイロード配置を支援することであった。この後、タニはオービタル・サイエンシズ社に戻ってペガサスロケットの打ち上げ操作担当者として勤務し、無人空中発射ロケットであるペガサスの打ち上げ手順の開発を率いたほか、打ち上げ制御室の技術者の訓練や指揮も担当した。
2015年10月に来日し、東京都小金井市の総合学院テクノスカレッジにおいて講演を行った。

## NASAでの経歴
1996年4月にNASAの宇宙飛行士候補に選ばれてから、タニは同じ年の8月にジョンソン宇宙センターでの訓練に入った。1998年、2年にわたる訓練と試験を終えたタニはミッションスペシャリストとしての宇宙飛行ミッションを任命された。また、宇宙飛行コンピュータ事業部や船外活動事業部で技術者として、Expedition 2での乗組員サポート飛行士として活動した。

### STS-108
2001年、STS-108において4時間超の船外活動を含む11日間の宇宙滞在を行った。12月5日から17日にかけて行われたこのミッションで、スペースシャトル・エンデバーが国際宇宙ステーションへ飛行した回数は12回となり、タニはミッションスペシャリスト2として活動した。STS-108の主なミッションはExpedition 4のクルーを宇宙ステーションに送り届けた後、Expedition 3のクルーを地球に帰還させることであった。同時に、3トンにのぼる物資を補給したほか、多目的補給モジュールラファエロを通して科学実験の装置を受け渡しも行われた。タニは、宇宙ステーションの太陽電池ジンバルの熱ブランケットを覆うため、宇宙遊泳を行った。STS-108の完了までにシャトルは地球を185回周回し、480万マイルであったその距離に要した時間は、4時間12分の船外活動を含め283時間36分であった。

### Expedition 16
STS-108からの帰還後、タニは第9次長期滞在（バックアップ技術要員）を命ぜられた。この後、第16次長期滞在（飛行技術者）として任命され、2007年10月23日にミッションSTS-120で打ち上げられた。
第16期滞在要員としては約6週間を軌道上で過ごす予定だったが、帰還船となるSTS-122の打上げが燃料センサーの不具合で予定の同年12月6日から2か月半以上も延期されることになり、クリスマスに帰郷して母と年末休暇を過ごすことにしていたタニにとって思いがけない長期の宇宙滞在となった。しかし12月19日、その母が運転する乗用車が踏切で通勤列車と衝突して即死するという痛ましい事故が発生した。これは宇宙飛行士の軌道滞在中に肉親が死去した初のケースとなった。その悲報にもめげずタニはミッションを続け、翌2008年2月20日に地球へSTS-122で帰還した。

## 加入組織
- 日系アメリカ人市民同盟
- アルファ・デルタ・ファイ（フラタニティ）
- 航空機オーナー・パイロット協会

## 受賞
- オービタル・サイエンシズ社 - 優秀技術者賞、1993年

## 家庭
アイルランド出身の妻と結婚。ゴルフ、旅行、ランニング、テニス、音楽、料理などを趣味とする。両親は既に他界。第二次世界大戦中、両親が合衆国政府の日系人の強制収容政策によってカリフォルニア州の農地からユタ州のトパーズ戦時強制収容所へ強制移住させられた過去を持つ。両親は、数か月をタンフォラン競馬場の馬小屋に手を加えた家で暮らしたという。2007年12月19日、Expedition 16の要員として国際宇宙ステーションで滞在中、母が貨物列車との衝突事故で死亡したことを地上職員から知らされた。